# احمد اش شیخ
احمد اش شیخ یک منطقهٔ مسکونی در یمن است که در استان ابین واقع شده‌است.